# گراچیانو روکیجانی
گراچیانو روکیجانی (ایتالیایی: Graciano Rocchigiani; ۲۹ دسامبر ۱۹۶۳ – ۱ اکتبر ۲۰۱۸) بوکسور آلمانی ایتالیایی الاصل بود.